# (4922) Leshin
(4922) Leshin (1981 EH4) – planetoida z pasa głównego asteroid okrążająca Słońce w ciągu 4,25 lat w średniej odległości 2,62 j.a. Odkryta 2 marca 1981 roku.